# Bonfim (Porto)
Bonfim is een freguesia in de Portugese gemeente Porto. Bonfim grenst aan de freguesias Cedofeita, Santo Ildefonso, Sé, Miragaia, São Nicolau e Vitória in het westen, Paranhos in het noorden en Campanhã in het oosten en de rivier de Douro in het zuiden. Het oppervlak is 3,05 km² en er waren in 2011 24.265 inwoners.

## Bevolkingsverloop
| Bevolkingsverloop van de freguesia Bonfim | Bevolkingsverloop van de freguesia Bonfim | Bevolkingsverloop van de freguesia Bonfim | Bevolkingsverloop van de freguesia Bonfim | Bevolkingsverloop van de freguesia Bonfim | Bevolkingsverloop van de freguesia Bonfim | Bevolkingsverloop van de freguesia Bonfim | Bevolkingsverloop van de freguesia Bonfim | Bevolkingsverloop van de freguesia Bonfim | Bevolkingsverloop van de freguesia Bonfim | Bevolkingsverloop van de freguesia Bonfim | Bevolkingsverloop van de freguesia Bonfim | Bevolkingsverloop van de freguesia Bonfim | Bevolkingsverloop van de freguesia Bonfim | Bevolkingsverloop van de freguesia Bonfim |
| ----------------------------------------- | ----------------------------------------- | ----------------------------------------- | ----------------------------------------- | ----------------------------------------- | ----------------------------------------- | ----------------------------------------- | ----------------------------------------- | ----------------------------------------- | ----------------------------------------- | ----------------------------------------- | ----------------------------------------- | ----------------------------------------- | ----------------------------------------- | ----------------------------------------- |
| 1864                                      | 1878                                      | 1890                                      | 1900                                      | 1911                                      | 1920                                      | 1930                                      | 1940                                      | 1950                                      | 1960                                      | 1970                                      | 1981                                      | 1991                                      | 2001                                      | 2011                                      |
| 10 712                                    | 15 240                                    | 22 512                                    | 26 395                                    | 31 493                                    | 33 402                                    | 38 418                                    | 41 260                                    | 42 501                                    | 42 105                                    | 38 552                                    | 38 605                                    | 34 497                                    | 28 578                                    | 24 265                                    |

## Belangrijke gebouwen en bezienswaardigheden

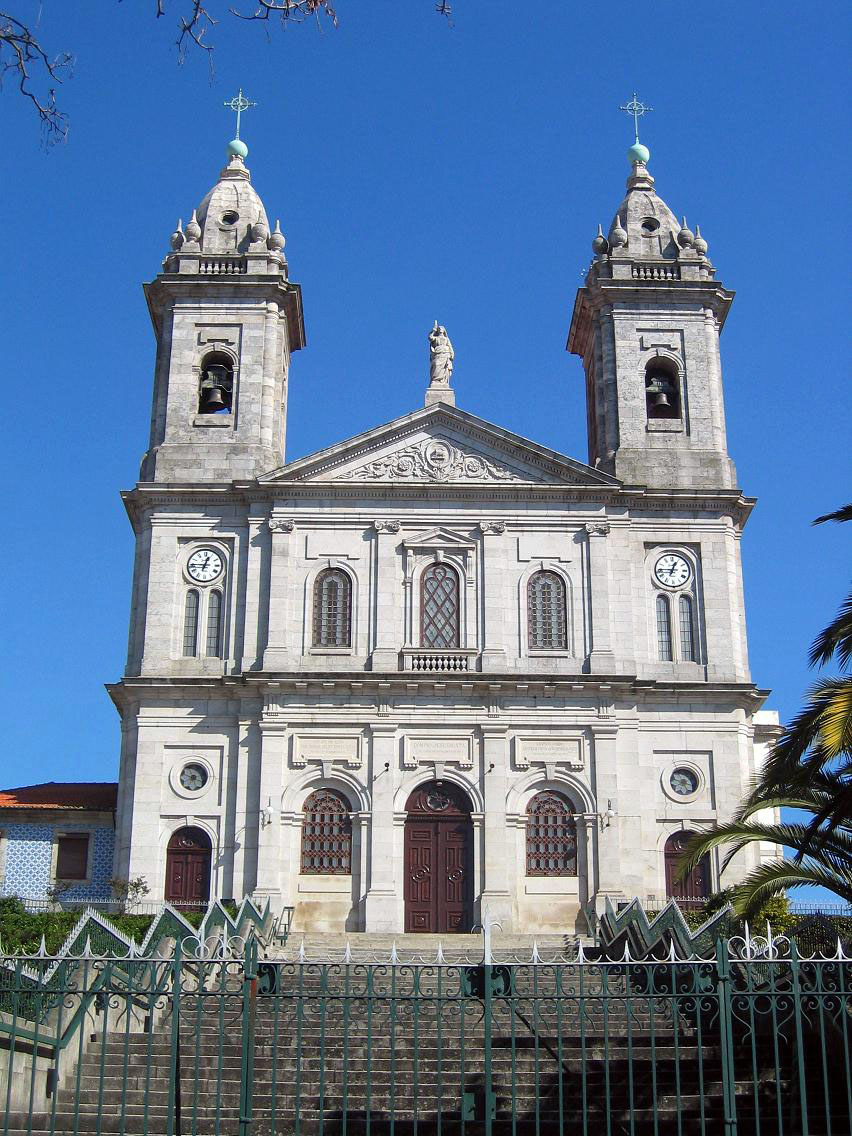
Igreja do Bonfim (Kerk van Bonfim)

### Igreja do Bonfim
De Igreja do Bonfim (kerk van Bonfim) staat op een opvallende hooggelegen plaats aan de Rua do Bonfim. De kerk werd gebouwd in de periode 1874-1894 ter vervanging van een op dezelfde plaats staande kapel die te klein was geworden wegens de toenemende bevolking. Er zijn aan weerszijden twee 42 meter hoge klokkentorens.

### Jardim de São Lázaro
De Jardim de São Lázaro (Tuin van São Lazaro) is het oudste stadspark van Porto. Het is aangelegd in 1834 en slechts 0,67 hectare groot. Aan de oostzijde staat de Biblioteca Municipal São Lazaro en aan de zuidzijde het voormalige meisjesweeshuis met de Igreja de Nossa Senhora da Esperança.

### Biblioteca Municipal São Lazaro
De Biblioteca Municipal São Lazaro (Gemeentebibliotheek São Lazaro) is gehuisvest in het voormalige Convento de Santo António (Sint-Anthoniusklooster). Het klooster kwam gereed in 1789 maar werd in 1831 verlaten. De bibliotheek betrok het complex in 1842, waarin destijds ook al het Museu Portuense en de Escola de Belas Artes do Porto waren gehuisvest. Beide laatste instellingen zijn later naar eigen panden verhuisd.

### Igreja en Recolhimento das Meninas Órfãs de Nossa Senhora da Esperança
De bouw van het meisjesweeshuis (Recolhimento das Meninas Órfãs) begon in 1724 en de eerste twintig weesmeisjes kwamen hier in 1731 te huis. In 1746 werd begonnen met de bouw van de kerk die in 1763 werd ingewijd. De kerk is waarschijnlijk ontworpen door Nasoni.

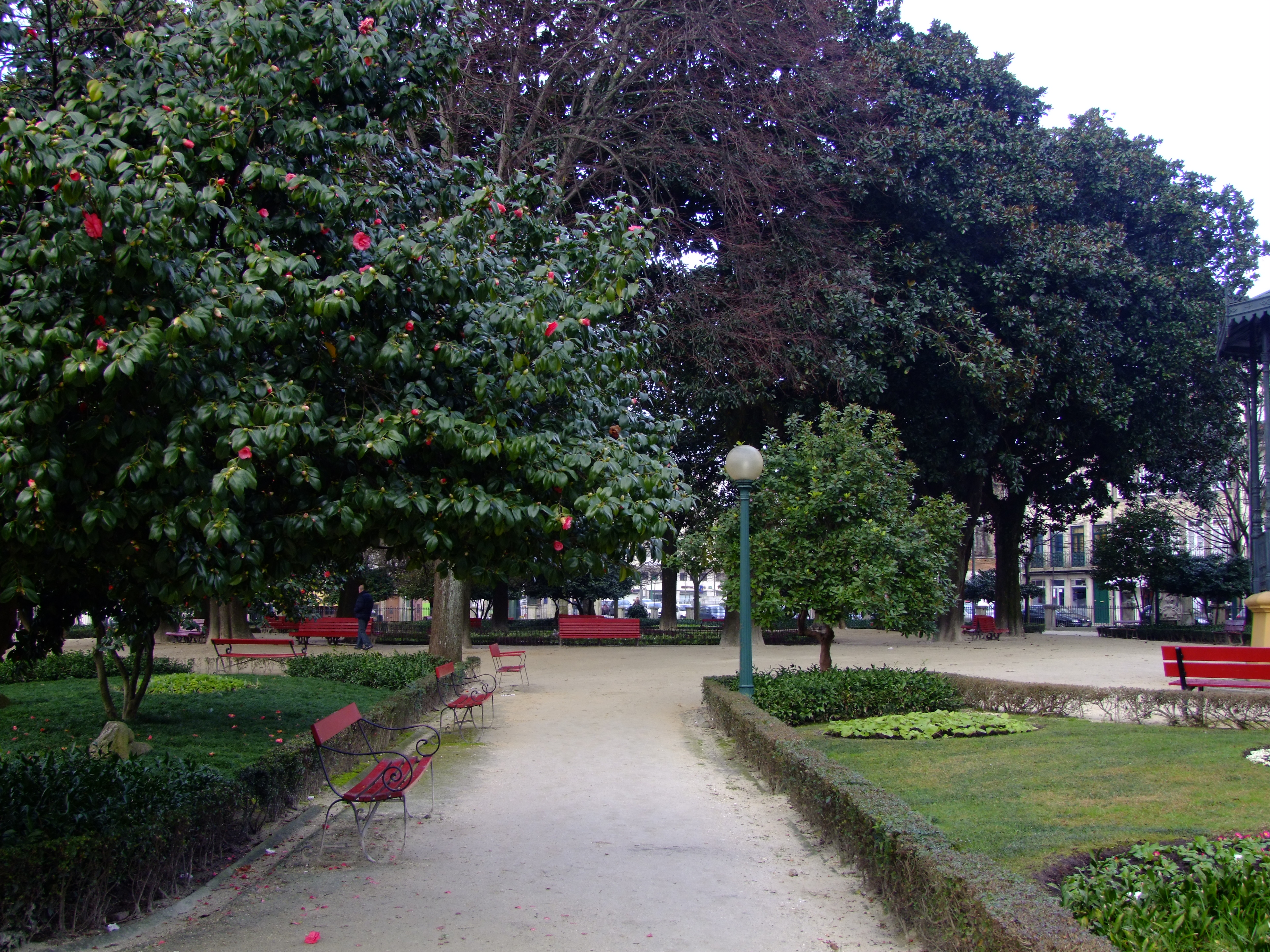
Jardim de São Lázaro
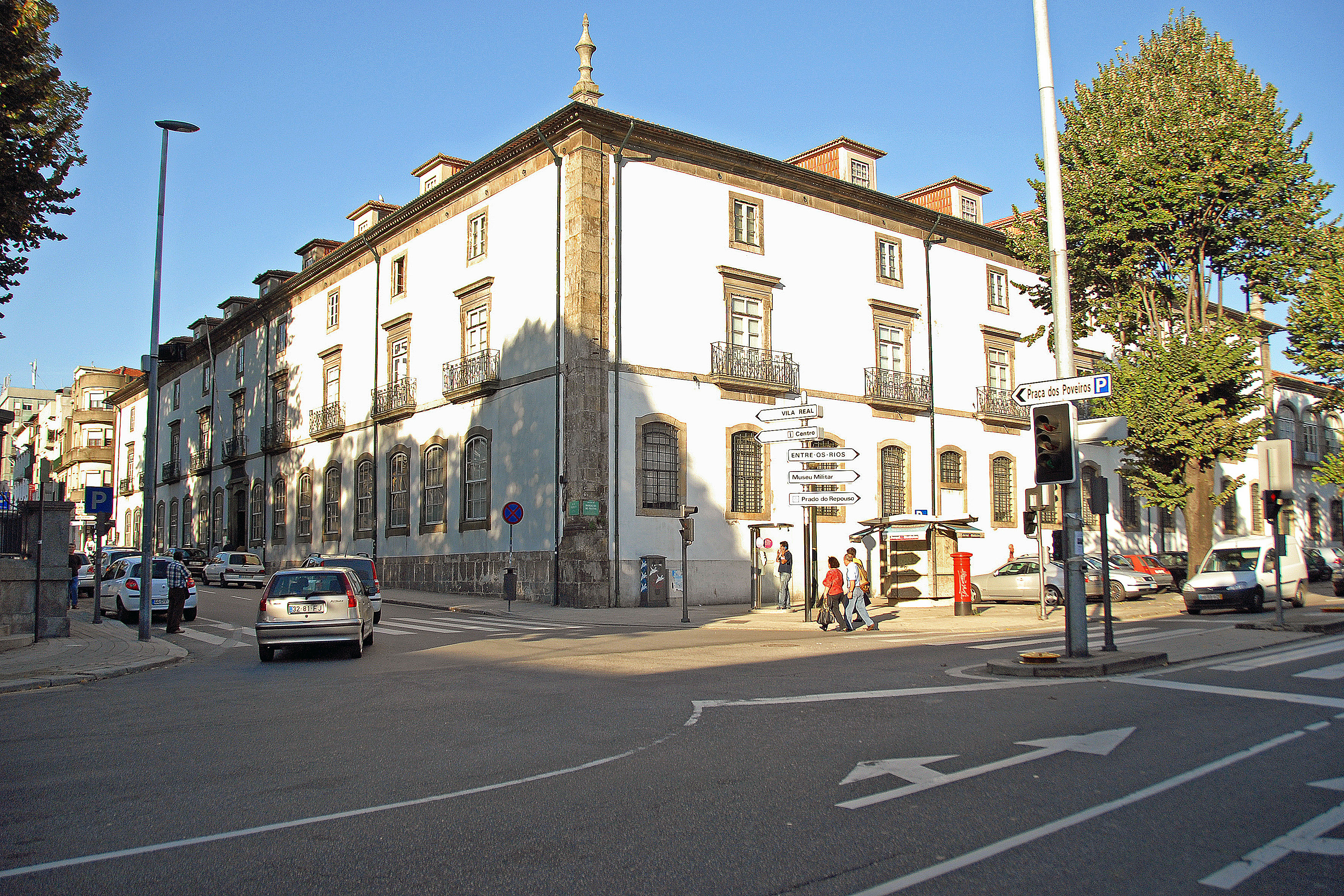
Biblioteca Municipal São Lazaro
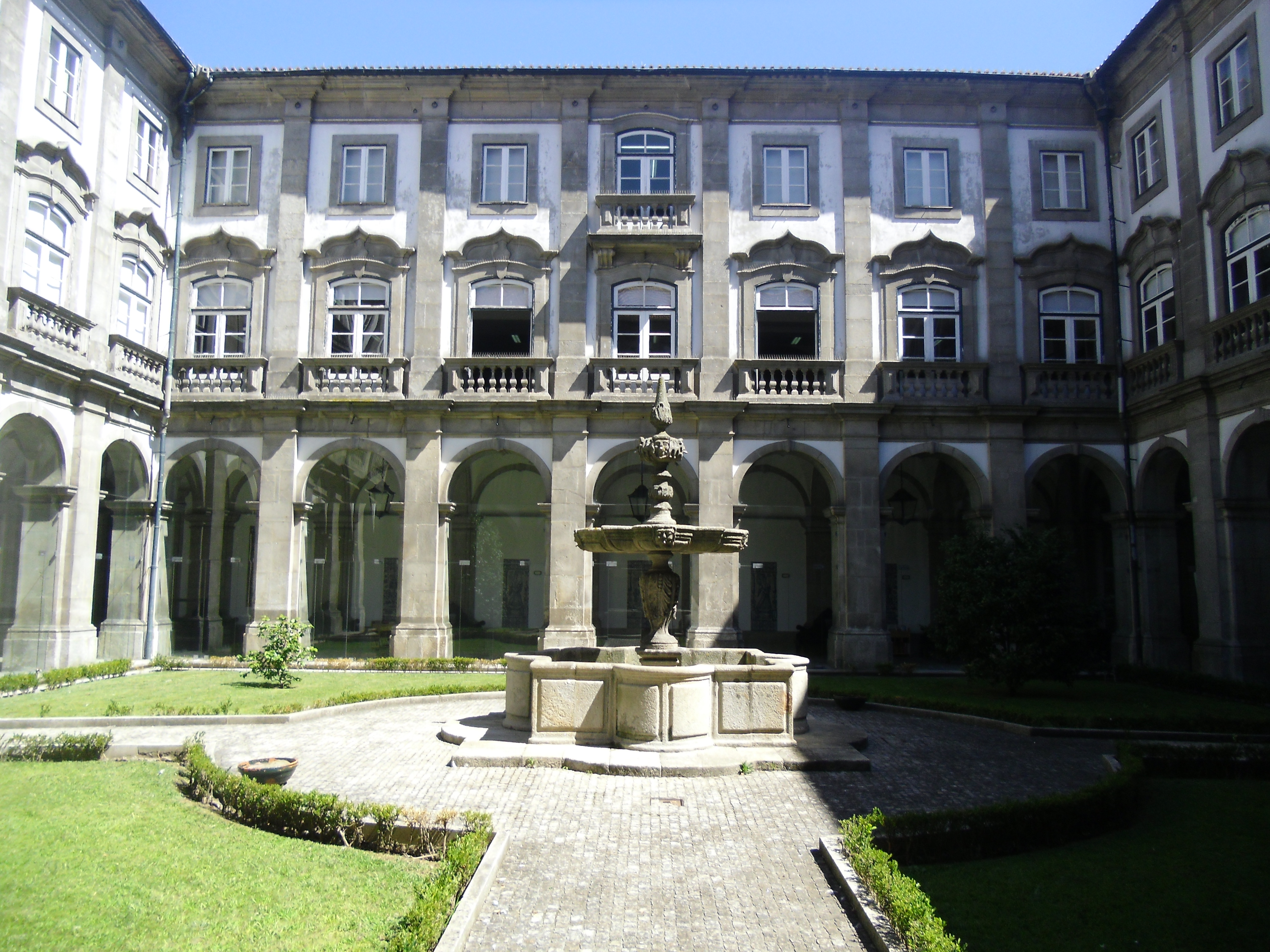
Biblioteca Municipal São Lazaro - kloostergang
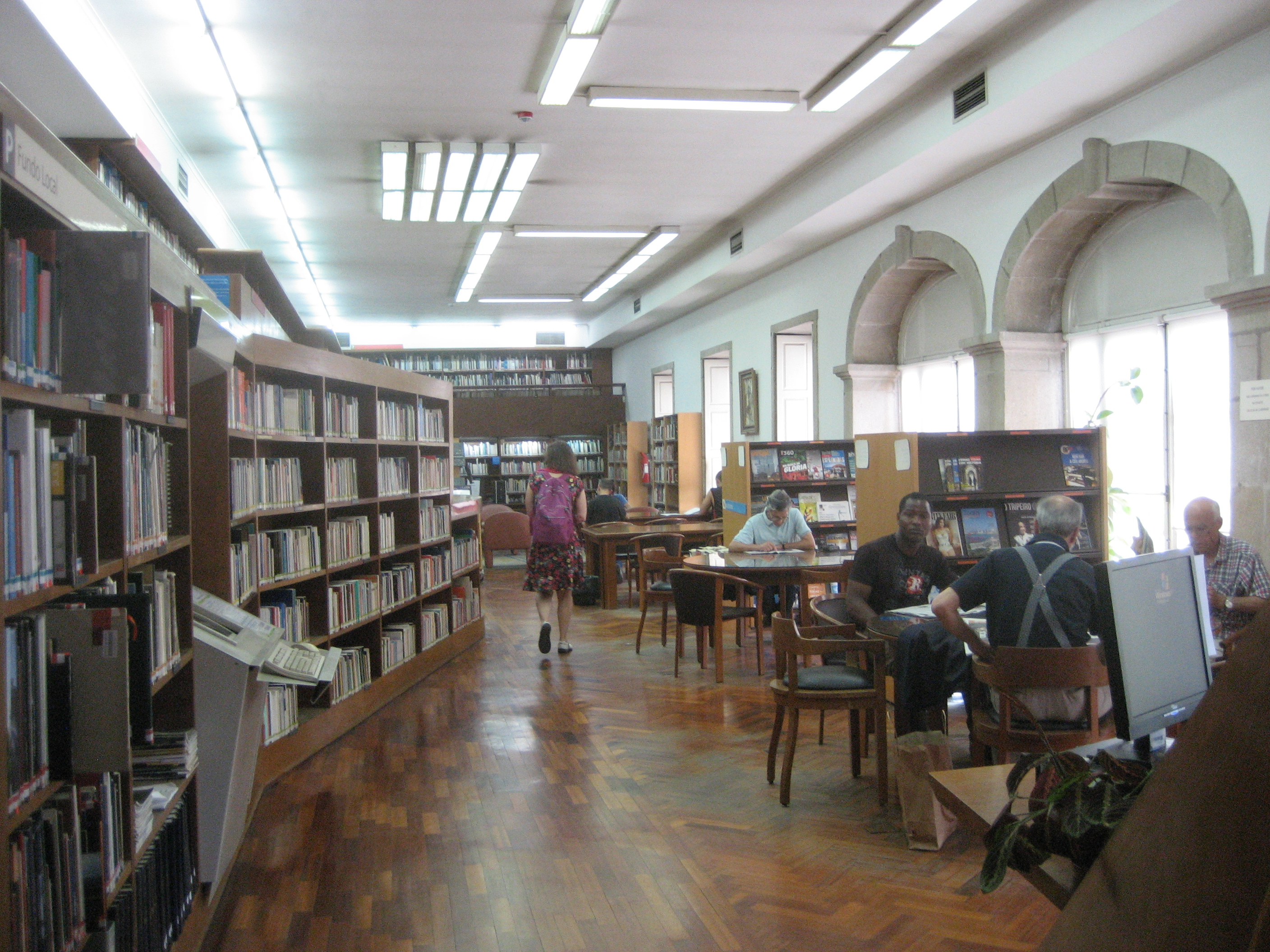
Biblioteca Municipal São Lazaro - interieur
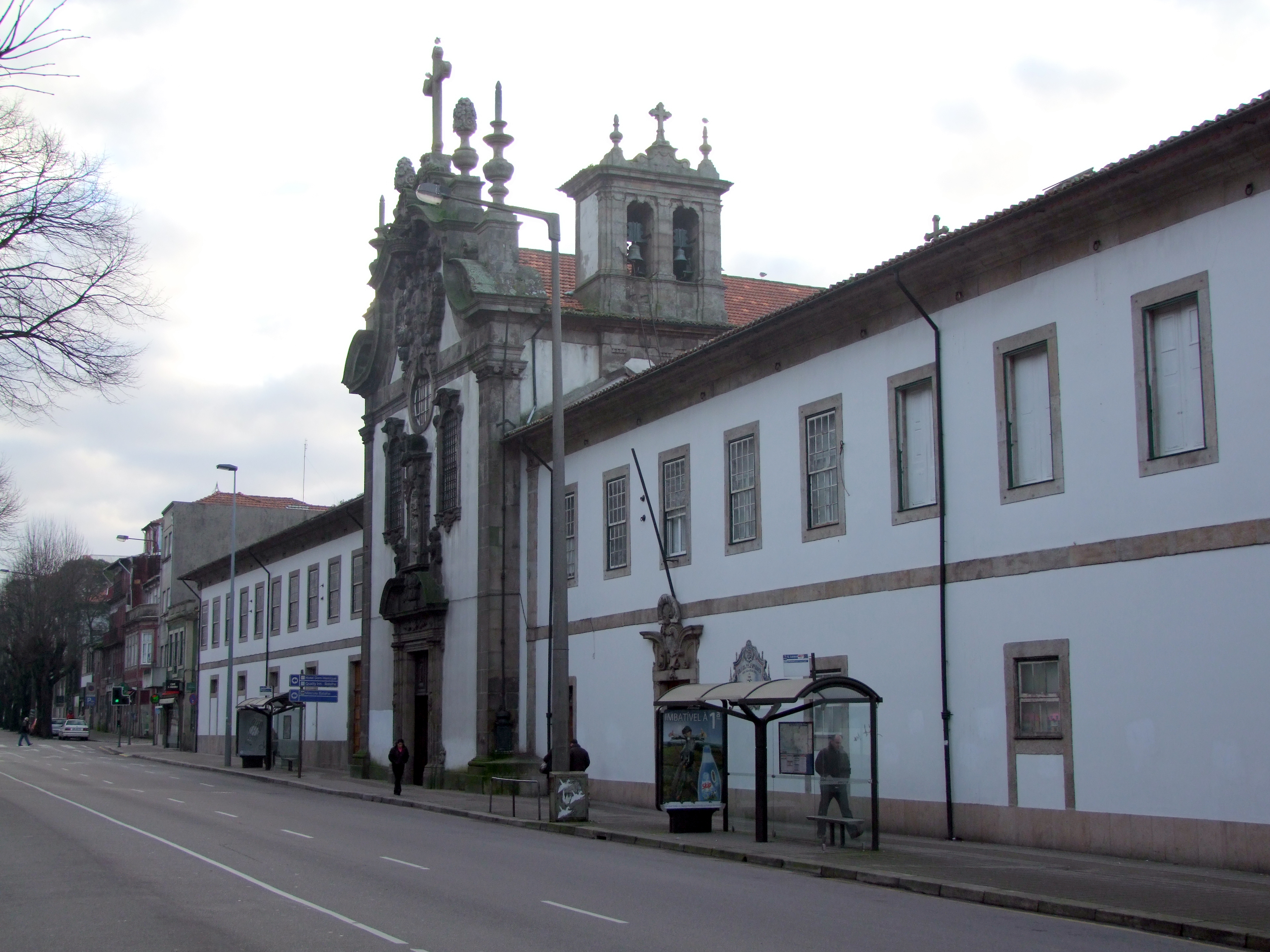
Igreja en Recolhimento das Meninas Órfãs de Nossa Senhora da Esperança

### Arca de Água de Mijavelhas
De Arca de Água de Mijavelhas was een ondergronds waterreservoir gebouwd in de zestiende eeuw waar nu het Campo 24 de Agosto is. Vanuit het reservoir werden fonteinen in de stad gevoed waar de inwoners water konden halen. Met de aanleg van een waterleidingnet waarop de woningen werden aangesloten, gingen de meeste fonteinen en ook dit waterreservoir buiten gebruik. Bij de bouw van het ondergrondse station Campo 24 de Agosto van de Metro do Porto werden de ruïnes van het waterreservoir blootgelegd. Deze zijn in het station opgenomen.

### Colégio dos Órfãos do Porto
Het Colégio dos Órfãos do Porto (internaat voor weeskinderen van Porto) werd gesticht in 1651 door pater Baltasar Guedes met als doel de vele in armoe levende weeskinderen huisvesting en onderwijs te geven. De verantwoordelijkheid voor het weeshuis was tot 1951 bij de gemeente Porto, sindsdien bij de Salesianen. Het weeshuis is een enorm pand met bijbehorende kerk opvallend gelegen hoog boven de rivier.

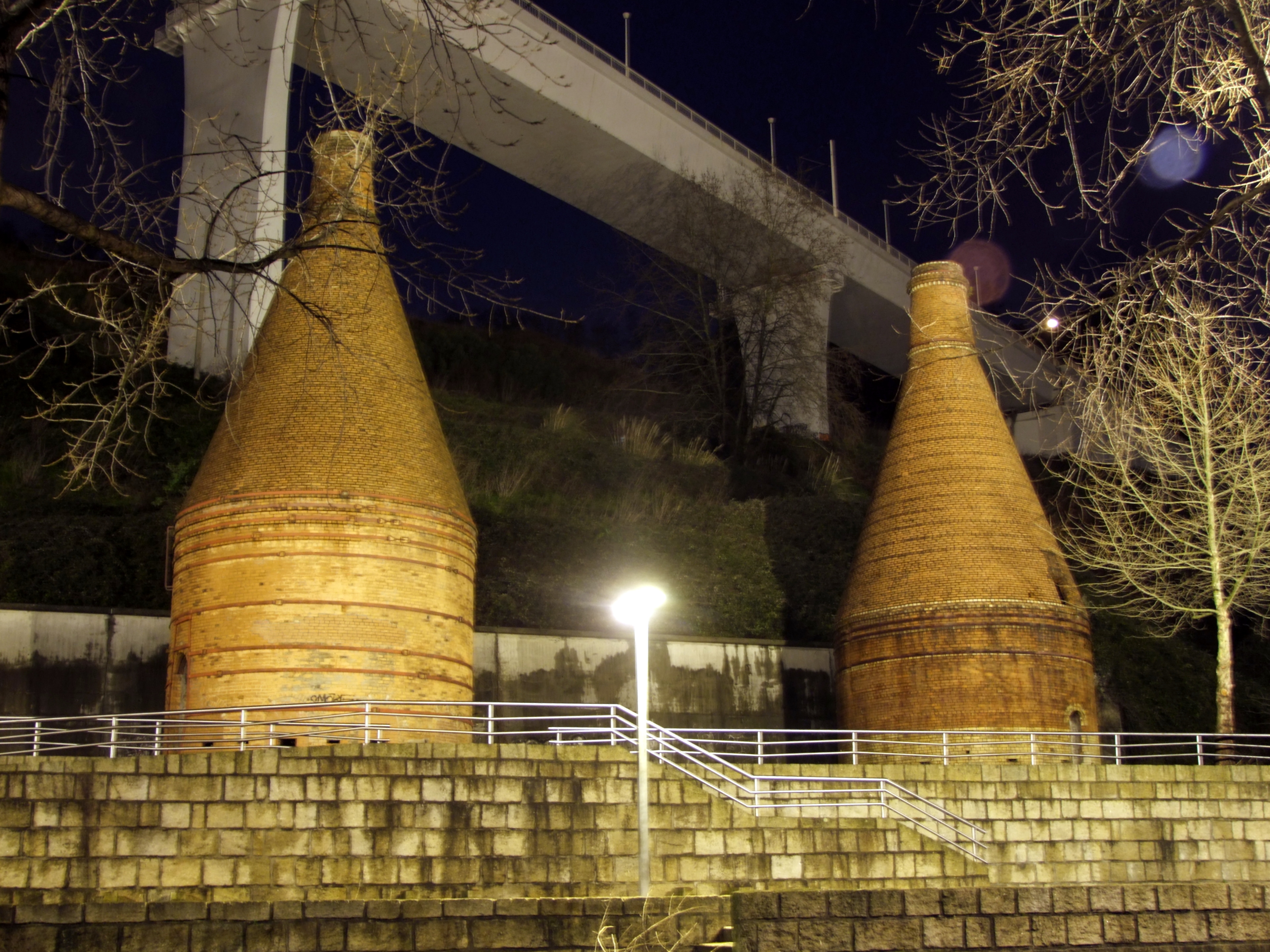
Ovens van de voormalige Fábrica de Louça de Massarelos

### Fábrica de Louça de Massarelos
De Fábrica de Louça de Massarelos (Aardewerkfabriek van Massarelos) was oorspronkelijk gevestigd aan de Rua da Restauração in Massarelos, maar werd na een brand daar in 1920 verplaatst naar een locatie aan de oever van de rivier in Bonfim. Nadat de fabriek was gesloten is het grootste deel gesloopt om de bouw van de Ponte de São João (São João spoorbrug) mogelijk te maken. Alleen twee ovens en een schoorsteen zijn behouden als monument.

### Parque de Nova Sintra
Het Parque de Nova Sintra (Park van Nova Sintra) is een deel van een voormalig landgoed dat sinds 1932 eigendom is van de gemeente Porto. Het landgoed werd aangekocht ten behoeve van installaties van de SMAS (Serviços Municipalizados de Água e Saneamento, Gemeente Dienst voor Water en Riolering). In het park staan een groot aantal zeldzame boomsoorten verzameld van over de wereld. Ook zijn er een aantal voormalige fonteinen verzameld die voor de aanleg van het waterleidingnet verspreid over de stad stonden opgesteld voor de watervoorziening.

### Museu Militar do Porto
Het Museu Militar do Porto (Militair Museum van Porto) is geopend in 1980. Het is gehuisvest in een aan het eind van de negentiende eeuw gebouwde vila. In het pand was van 1936 tot de Anjerrevolutie in 1974 een afdeling gevestigd van de beruchte geheime politie, de PIDE. Het Militair Museum is gewijd aan de geschiedenis van wapens en militaire gebeurtenissen.

### Liceu Alexandre Herculano
De bouw van het Liceu Alexandre Herculano (Alexandre Herculano Lyceum) begon in 1916 en het pand werd in het schooljaar 1921/22 in gebruik genomen. Er waren oorspronkelijk 28 lokalen, een bibliotheek een amfitheater, vijf speeltuinen, een sportterrein, drie gymnastiekzalen en een kantine.

### Casa-oficina António Carneiro
Het Casa-oficina António Carneiro is een kunstmuseum gewijd aan het werk van de schilder António Carneiro (1872-1930). Het pand heeft gediend als woning en atelier van deze schilder en tevens van diens zonen de schilder Carlos Carneiro (1900-1971) en de componist Cláudio Carneiro (1895-1963). Het pand is tegenwoordig eigendom van de gemeente Porto en in 2009 gerenoveerd.

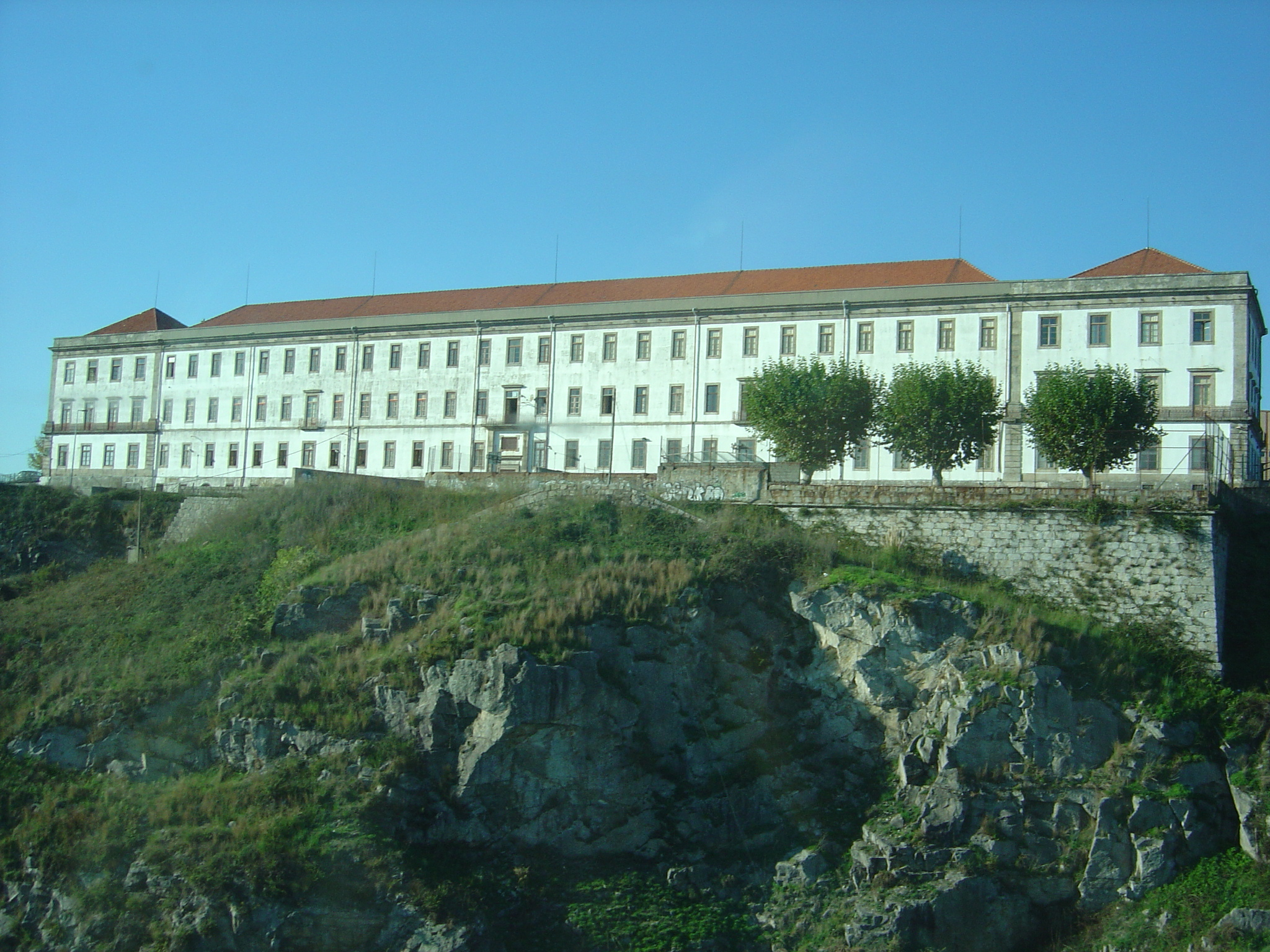
Colégio dos Órfãos
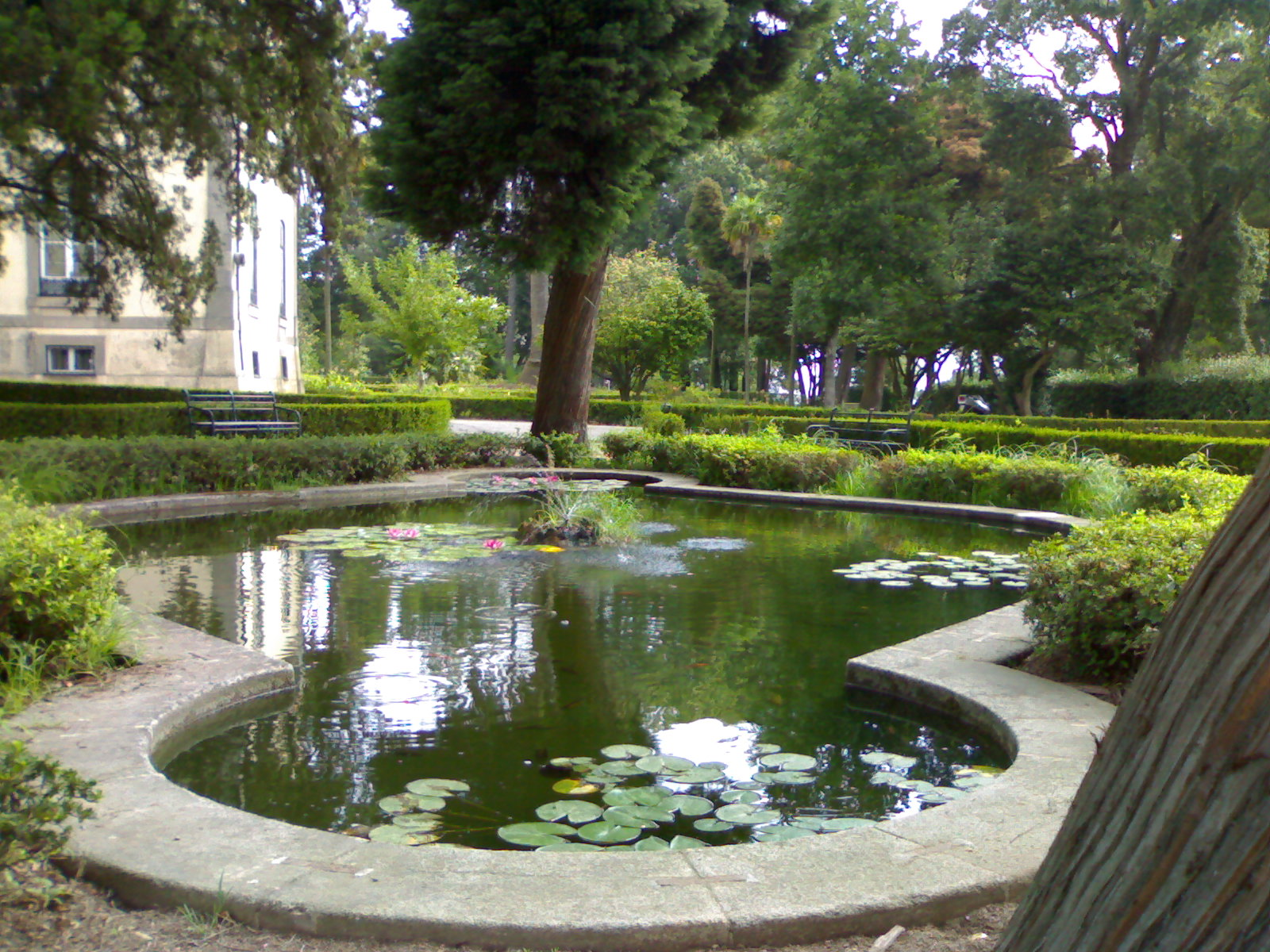
Parque de Nova Sintra
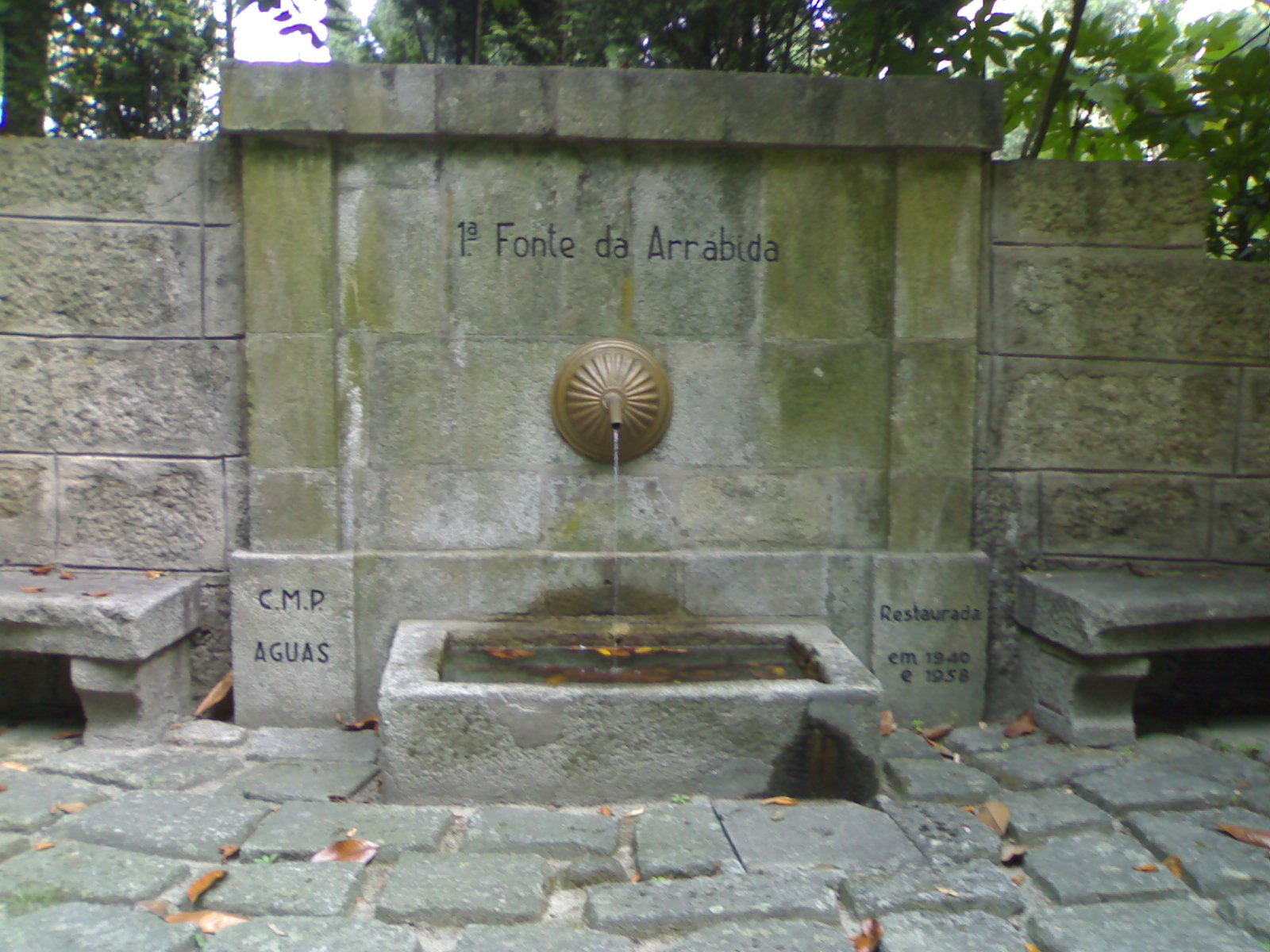
Parque de Nova Sintra - Fontein van Arrábida
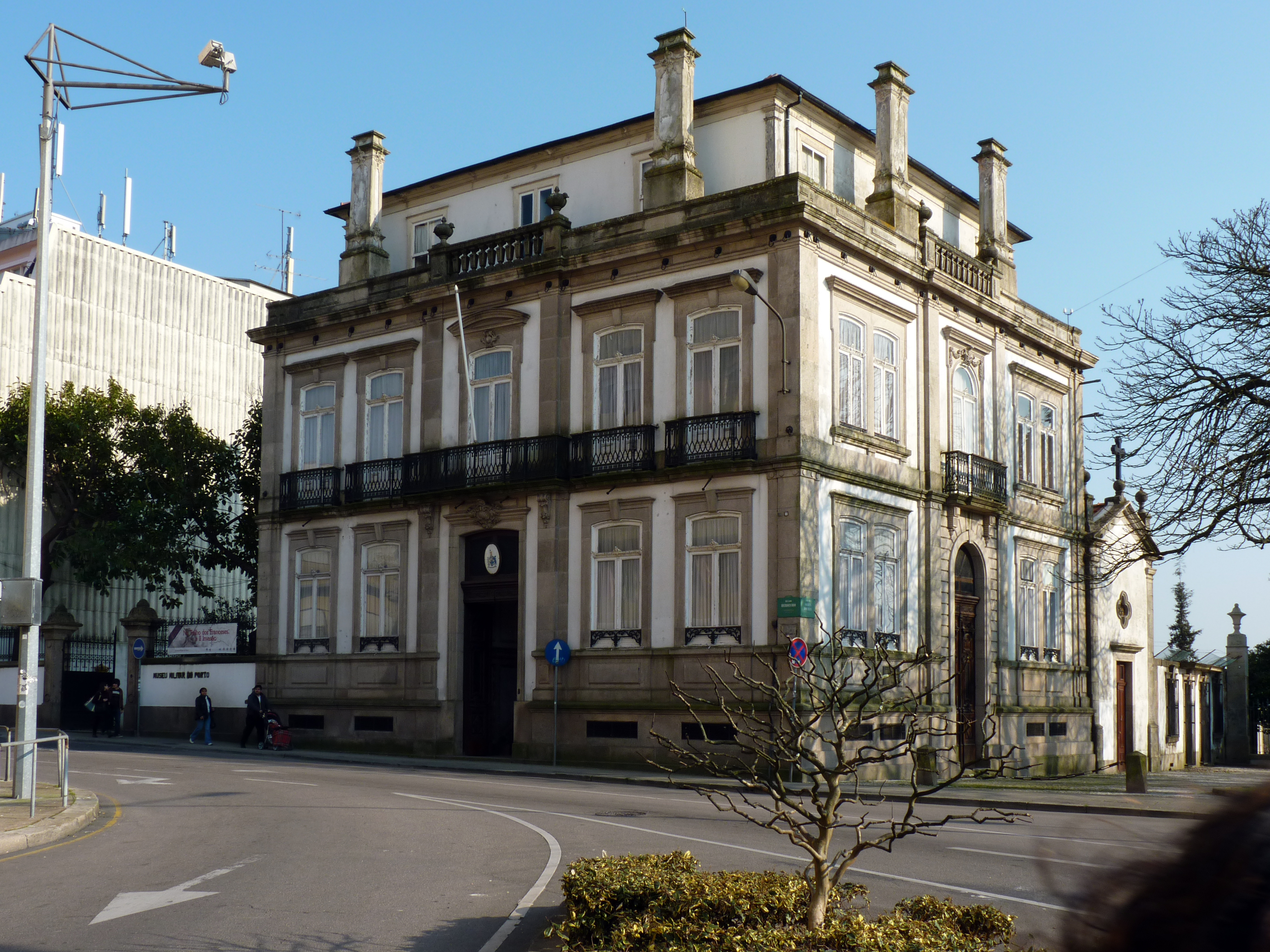
Museu Militar do Porto
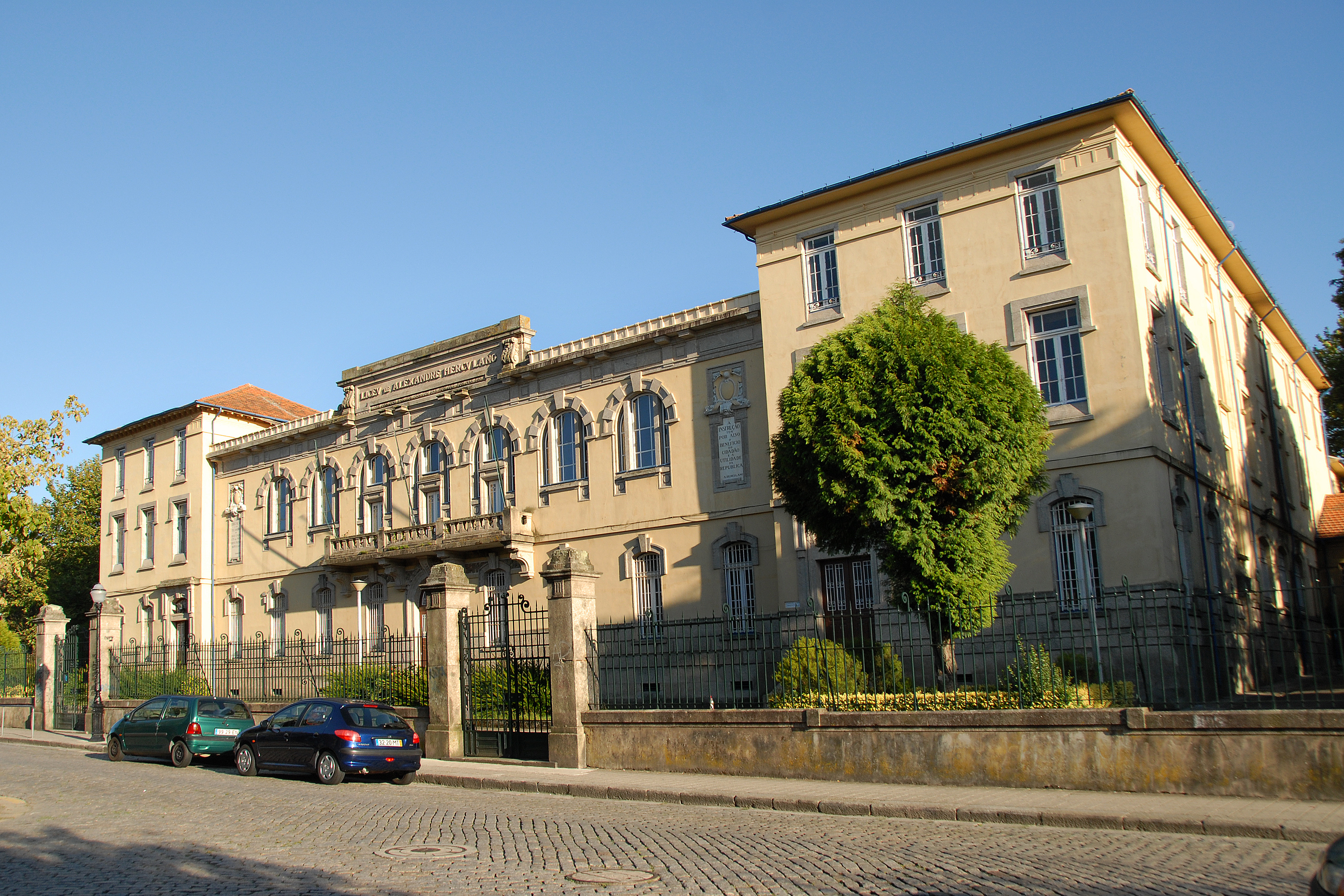
Liceu Alexandre Herculano
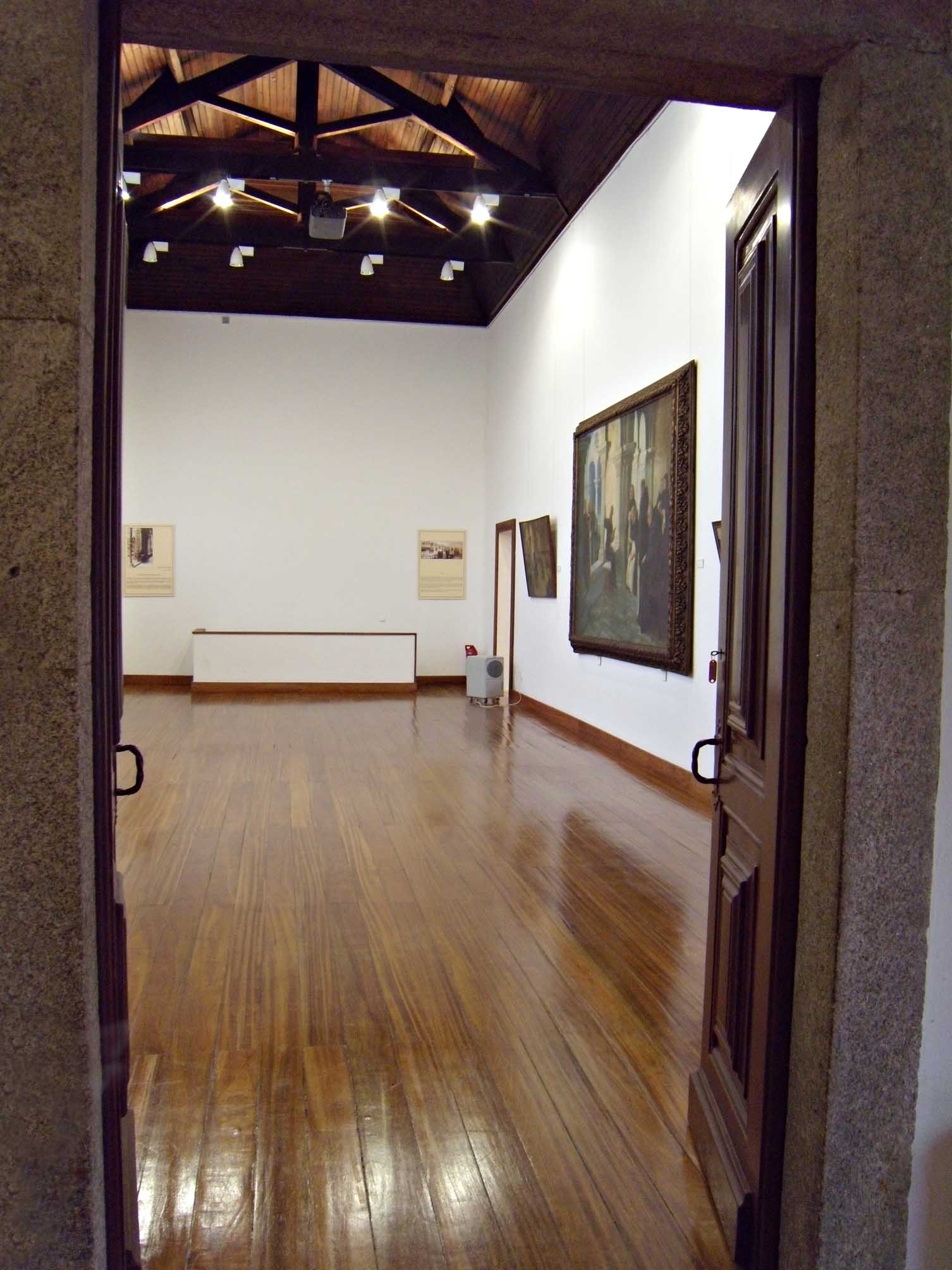
Casa-oficina António Carneiro - interieur